# Warren Cromartie
Pour les articles homonymes, voir Cromartie.
Warren Livingston Cromartie (né le 29 septembre 1953 à Miami Beach Floride, États-Unis) est un voltigeur de baseball dont la carrière s'est déroulée dans les Ligues majeures de baseball et la Ligue centrale du Japon de 1974 à 1991. Il a notamment joué pour les Expos de Montréal pendant 9 saisons, en 1974 puis de 1975 à 1983.

## Carrière de joueur
Warren Cromartie joue au baseball à l'école secondaire Jackson de Miami et au Miami Dade College de Miami. Un joueur de champ extérieur qui lance et frappe de la gauche, il est repêché à cinq reprises par des clubs de la Ligue majeure de baseball avant de signer son premier contrat professionnel. Il est choisi au 7e tour du repêchage amateur de juin 1971 par les White Sox de Chicago, au 3e tour de la seconde phase du repêchage de janvier 1972 par les Twins du Minnesota, au 1er rang de la seconde phase du repêchage de juin 1972 par les Padres de San Diego, au 1er tour de la seconde phase du repêchage de janvier 1973 par les Athletics d'Oakland et, enfin, au 1er rang de la seconde phase du repêchage de juin 1973 par les Expos de Montréal. Mis sous contrat par les Expos, il dispute sa première saison professionnelle en 1974 avec les Carnavals de Québec, le club-école de niveau AA des Expos dans la Ligue Eastern. Il frappe pour ,336 en 129 matchs à Québec, ce qui lui vaut une promotion dans les majeures en septembre.

### Ligue majeure de baseball

#### Expos de Montréal
Cromartie joue son premier match dans le baseball majeur avec les Expos de Montréal le 6 septembre 1974 lors d'une visite aux Pirates de Pittsburgh. Il dispute 8 parties en fin de saison et récolte son premier coup sûr dans les majeures le 12 septembre 1974 au Parc Jarry de Montréal contre le lanceur Tom Dettore des Cubs de Chicago.
Il passe la majeure partie des deux années suivantes en ligues mineures au niveau AAA chez les Blues de Memphis de la Ligue internationale en 1975 et les Bears de Denver de l'Association américaine en 1976. Cette dernière année, il est invité chez les Expos pour 33 matchs avant de devenir un régulier des majeures dès 1977.
Warren Cromartie patrouille le champ extérieur des Expos de 1977 à 1983, surtout le champ gauche aux côtés d'Andre Dawson au champ centre et Ellis Valentine dans la droite. En 1980, il est converti en joueur de premier but, une position à laquelle il commet beaucoup d'erreurs. Les Expos le réassignent au champ extérieur lorsque Valentine est échangé aux Mets de New York en 1981.
À l'offensive, il se classe dans le top 10 de la Ligue nationale pour les coups sûrs chaque année de 1977 à 1980. Il est 3e de la Nationale avec 41 doubles en 1977 et 2e avec un record personnel de 46 coups de deux buts en 1979. C'est cette année-là qu'il obtient le plus de coups sûrs (181, un de plus qu'en 1978) et de points marqués (84) en une saison. En 1980, il est le joueur des majeures qui reçoit le plus grand nombre de buts-sur-balles intentionnels, avec 24. Toujours en 1980, il établit son record personnel de 14 circuits en une année (égalé en 1982) et de points produits avec 70.
Durant la saison de baseball 1981 écourtée par une grève des joueurs, Cromartie maintient une moyenne au bâton de ,304 en 99 parties jouées et aide les Expos à remporter leur premier championnat de la division Est de la Ligue nationale. Il obtient 8 coups sûrs, dont 3 doubles, et produit 3 points en 10 matchs de séries éliminatoires contre les Phillies de Philadelphie et les Dodgers de Los Angeles. Une fois la saison terminée, il est pour la seule fois de sa carrière considéré au titre de joueur par excellence, prenant le 24e rang du vote désignant le gagnant de ce prix dans la Ligue nationale.
En 9 saisons, Warren Cromartie a disputé 1 038 matchs de saison régulière avec les Expos. Il compte avec le club 1 063 coups sûrs dont 229 doubles, 32 triples et 61 circuits. Il a marqué 446 points pour Montréal, en a produit 391, compte 50 buts volés et sa moyenne au bâton s'élève à ,280.

### Japon
Devenu agent libre, Warren Cromartie s'expatrie au Japon en 1984 et joue 7 saisons pour les Yomiuri Giants, un club de la Ligue centrale basé à Tokyo. Il est considéré comme l'un des meilleurs joueurs américains ayant évolué au Japon durant cette période et fut le meilleur frappeur occidental de l'histoire des Giants.
En 1989, Cromartie est élu joueur par excellence de la Ligue centrale grâce à une moyenne au bâton de ,378 avec 15 circuits et 72 points produits en 124 matchs pour les Giants, qu'il aide à remporter la finale des Japan Series sur les Kintetsu Buffaloes. Les Giants perdent les trois premiers matchs de la série avant d'aligner quatre victoires pour remporter le titre. Dans l'ultime affrontement, un double de Cromartie fait marquer trois points en 4e manche, lançant un ralliement qui se termine sur une victoire de 8-5 de son équipe. Il joue trois fois en finale des ligues japonaises, les deux autres présences des Giants se terminant en 1987 et 1990 par des défaites aux mains des Seibu Lions de la Ligue Pacifique.
En 7 saisons au Japon, Warren Cromartie maintient une moyenne au bâton de ,321 et affiche une moyenne de puissance de ,558. Il compte 951 coups sûrs, 170 doubles, 171 circuits, 478 points marqués et 558 points produits en 779 matchs. À cinq reprises, sa moyenne au bâton en une année est supérieure à ,300. À ses quatre premières années chez les Giants, il claque 35, 32, 37 et 28 circuits, respectivement. Sa carrière en Asie est aussi marquée par un incident en 1987 lorsqu'il se bat avec un lanceur des Chunichi Dragons qui l'avait atteint d'un lancer dans le dos. Ceci vaut à Cromartie une suspension. Au match suivant contre les Dragons à Nagoya, l'équipe déploie quelque 200 agents de sécurité pour le protéger des spectateurs hostiles. Au Japon, Cromartie évolue aux côtés de son ancien coéquipier des Expos de Montréal, Bill Gullickson.

### Dernière saison en Amérique du Nord
Warren Cromartie revient en Amérique du Nord pour une dernière saison en Ligue majeure en 1991. Il joue 69 matchs pour les Royals de Kansas City, qui l'utilisent principalement le gaucher comme frappeur suppléant. Il récolte 41 coups sûrs en 131 présences au bâton pour une moyenne de ,313 avec les Royals. Il frappe un circuit et produit 20 points.
Il met un terme à une carrière de 10 ans dans les majeures après ce bref séjour à Kansas City. En 1 107 matchs au total dans les majeures, Warren Cromartie compte 1 104 coups sûrs dont 229 doubles, 32 triples et 61 circuits. Il marque 459 points, en produit 391, compte 50 buts volés et affiche une moyenne au bâton de ,281.

## Projet baseball Montréal
Warren Cromartie est à l'initiative du Projet baseball Montréal, une organisation visant à soutenir le retour du baseball majeur à Montréal.

## Vie personnelle
Il est le fils de Leroy Cromartie, un athlète s'étant distingué au football américain dans les années 1940 pour l'Université Florida A&M à l'époque de la ségrégation raciale aux États-Unis.
Warren Cromartie est père d'une fille et de deux fils. Son 3e enfant est né au Japon et s'appelle Cody Oh Cromartie, en l'honneur de celui qui fut le gérant de son équipe japonaise, le légendaire joueur de baseball Sadaharu Oh.

## Dans la culture populaire
Le manga japonais Cromartie High School (École secondaire Cromartie, en français) est nommé en référence à Warren Cromartie. En juin 2005, à l'approche de la sortie du film Sakigake!! Kuromati Kōkō qui en est inspiré, Warren Cromartie dépose à Tokyo une demande d'injonction pour empêcher sa sortie. L'ancien joueur estime que celui-ci porte atteinte à sa réputation et que ses initiatives charitables auprès des jeunes sont entachées par l'image véhiculée par le film, dans lequel les étudiants de l'école Cromartie « fument, se bagarrent avec les étudiants des autres écoles, et sont dépeints comme des truands ».